# Douglas Dunn
Douglas Eaglesham Dunn OBE FRSL (* 23. Oktober 1942 in Inchinnan, Renfrewshire, Schottland) ist ein schottischer Bibliothekar, Schriftsteller und Hochschullehrer, der unter anderem mit dem Hawthornden-Preis, dem Whitbread Book Award sowie dem Cholmondeley Award ausgezeichnet wurde.

## Leben
Nach der Schulausbildung besuchte Dunn zunächst die Scottish School of Librarianship und war im Anschluss als Bibliothekar in Schottland sowie in Akron tätig, ehe er Anglistik an der University of Hull studierte und dieses Studium mit Auszeichnung abschloss.
1969 gab er sein literarisches Debüt mit dem Gedichtband Terry Street und erhielt hierfür sowohl den Buchpreis des Schottischen Kunstrates als auch den Somerset Maugham Award. Der 1974 veröffentlichte Gedichtband Love or Nothing wurde ebenfalls mit dem Book Award des Scottish Arts Council ausgezeichnet und erhielt darüber hinaus den Geoffrey Faber Memorial Prize im Jahr 1976.
Für den Gedichtband St. Kilda’s Parliament (1981) erhielt er den renommierten Hawthornden-Preis. 1981 wurde er auch Fellow der Royal Society of Literature. Später nahm er den Ruf auf eine Professur für Anglistik an der University of St Andrews an und wurde auch Direktor des dortigen Institutes für schottische Studien. Daneben war er zwischen 1992 und 1994 Mitglied des Schottischen Kunstrates und wurde auch mit einem Ehrendoktor der Rechtswissenschaft der University of Dundee sowie der Literatur der University of Hull ausgezeichnet.
Große Aufmerksamkeit erhielt er auch für den 1985 veröffentlichten Gedichtband Elegies, den er nach dem Tode seiner Ehefrau veröffentlicht hatte, und der mit dem Whitbread Book Award für das beste Buch des Jahres 1985 ausgezeichnet wurde. Kurz darauf erschien ebenfalls 1985 Secret Villages, eine Sammlung von Kurzgeschichten und 1989 erhielt er auch den Cholmondeley Award, den Literaturpreis der Society of Authors.
Dunn verfasst außerdem regelmäßig Artikel und Literaturkritiken für Zeitungen und Zeitschriften wie den Glasgow Herald, The New Yorker sowie The Times Literary Supplement. Außerdem verfasste er einige Hörspiele, Vorlagen für Fernsehfilme, Anthologien sowie literaturkritische Abhandlungen und veröffentlichte 1990 auch eine Übersetzung der Tragödie Andromache von Jean Racine.
Nach der Kurzgeschichtensammlung Boyfriends and Girlfriends (1995) erschienen die drei Gedichtbände The Donkey’s Ears (2000), The Year’s Afternoon (2000) und New Selected Poems 1964-2000 (2003). Nachdem Dunn, der in Schottland lebt, 2003 mit dem Offizierskreuz des Order of the British Empire ausgezeichnet wurde, veröffentlichte er 2006 das literaturkritische Buch Twentieth Century Scottish Poetry. Zu seinen eigenen bekanntesten Gedichten gehören "Land Love", "A Removal from Terry Street", "Washing the Coins", "Loch Music" und "Tursac".

## Weitere Veröffentlichungen
- The Happier Life, 1972
- New Poetry: The PEN Anthology, Herausgeber, 1973
- A Choice of Byron's Verse, Herausgeber, 1974
- Two Decades of Irish Writing, Herausgeber, 1975
- What Is To Be Given: Poems of Delamore Schwartz, Herausgeber, 1976
- Barbarians, 1979
- The Poetry of Scotland, Herausgeber, 1979
- A Rumoured City: New Poets from Hull, Herausgeber, 1982
- Europa's Lover, 1982
- To Build a Bridge, 1982
- Selected Poems, 1986
- Going to Aberlemno, 1987
- Under the Influence: Douglas Dunn on Philip Larkin, 1987
- Northlight, 1988
- The Poll Tax: The Fiscal Fake, 1990
- Scotland: An Anthology, Herausgeber, 1991
- The Faber Book of Twentieth-Century Scottish Poetry, Herausgeber, 1992
- Australian Dream-Essay, 1993
- Dante's Drum Kit, 1993
- Garden Hints, 1993
- Selected Poems: Alaisdair D. F. Macrae, 1993
- The Oxford Book of Scottish Short Stories, Herausgeber, 1995
- Entering the Kingdom, Herausgeber, 1998
- Footnotes: Six Choreographers Inscribe the Page, 1998
- Essays, 2003
- Robert Browning: Poems Selected by Douglas Dunn, Herausgeber, 2003

in deutscher Übersetzung
- Elegien, Originaltitel Elegies, Übersetzung durch Evelyn Schlag, 1991, ISBN 3-10-015309-X